# 5的算術平方根
5的算術平方根是一个正的实数，為无理数，一般称为“根号5”，记为
{\displaystyle {\sqrt {5}}}。{\displaystyle {\sqrt {5}}}乘以它本身的值为5。
{\displaystyle {\sqrt {5}}}和黃金比值有關。5的算术平方根數值为：
2.236067977499789696409173668731276235440618359611525724270897… （OEIS數列A002163）
可以四捨五入為2.236，有99.99%的準確度。截至1994年4月，其数值在小数点后已计算到至少100万个位数。

## 連分數表示法
{\displaystyle {\sqrt {5}}}可以表示為連分數[2; 4, 4, 4, 4, 4...] （OEIS數列A040002）。最佳有理数逼近的數列如下：
{\displaystyle {\color {OliveGreen}{\frac {2}{1}}},{\frac {7}{3}},{\color {OliveGreen}{\frac {9}{4}}},{\frac {20}{9}},{\frac {29}{13}},{\color {OliveGreen}{\frac {38}{17}}},{\frac {123}{55}},{\color {OliveGreen}{\frac {161}{72}}},{\frac {360}{161}},{\frac {521}{233}},{\color {OliveGreen}{\frac {682}{305}}},{\frac {2207}{987}},{\color {OliveGreen}{\frac {2889}{1292}}},\dots }
綠色的數字是{\displaystyle {\sqrt {5}}}的連分數的渐近分数，其分子為數列A001077，而分母則為數列A001076。其他黑色的數字則是半收斂的部份。

## 牛頓法
可以利用牛頓法計算{\displaystyle {\sqrt {5}}}，利用{\displaystyle r_{n+1}={\frac {r_{n}+{\frac {5}{r_{n}}}}{2}}}的公式，啟始值{\displaystyle r_{0}=2}，第{\displaystyle n}個近似值{\displaystyle r_{n}}等於最佳有理数逼近數列中第{\displaystyle 2n}個收斂的有理數：
{\displaystyle {\frac {2}{1}}=2.0,\quad {\frac {9}{4}}=2.25,\quad {\frac {161}{72}}=2.23611\dots ,\quad {\frac {51841}{23184}}=2.2360679779\ldots }

## 和黃金比例及費氏數列的關係

邊長為1正方形的一半，形成的長方形對角線長為，此特性可用在黃金矩形的繪製

黃金比例{\displaystyle \varphi }是{\displaystyle {\sqrt {5}}} 和1的算术平均數。{\displaystyle {\sqrt {5}}} 、黃金比例和共軛黃金比例（{\displaystyle \Phi =1/\varphi =\varphi -1}）之間的代數關係可以用以下幾個數學式來表示：
{\displaystyle {\sqrt {5}}=\varphi +\Phi =2\varphi -1=2\Phi +1}
{\displaystyle \varphi ={\frac {{\sqrt {5}}+1}{2}}}
{\displaystyle \Phi ={\frac {{\sqrt {5}}-1}{2}}.}
斐波那契数列也可以用包括{\displaystyle {\sqrt {5}}}及黃金比例的式子來表示：
{\displaystyle F\left(n\right)={{\varphi ^{n}-(1-\varphi )^{n}} \over {\sqrt {5}}}.}
{\displaystyle {\sqrt {5}}} 除以{\displaystyle \varphi }得到的商（或{\displaystyle {\sqrt {5}}}和Φ的積）及其倒數的連分數有特別的模式，而且和費氏數列及盧卡斯數的比值有關：
{\displaystyle {\frac {\sqrt {5}}{\varphi }}=\Phi \cdot {\sqrt {5}}={\frac {5-{\sqrt {5}}}{2}}=1.3819660112501051518\dots =[1;2,1,1,1,1,1,1,1,\dots ]}
{\displaystyle {\frac {\varphi }{\sqrt {5}}}={\frac {1}{\Phi \cdot {\sqrt {5}}}}={\frac {5+{\sqrt {5}}}{10}}=0.72360679774997896964\dots =[0;1,2,1,1,1,1,1,1,\dots ].}
其有理數逼近的數列，分子及分母分別為費氏數列及盧卡斯數：
{\displaystyle {1,{\frac {3}{2}},{\frac {4}{3}},{\frac {7}{5}},{\frac {11}{8}},{\frac {18}{13}},{\frac {29}{21}},{\frac {47}{34}},{\frac {76}{55}},{\frac {123}{89}}},\dots \dots [1;2,1,1,1,1,1,1,1,\dots ]}
{\displaystyle {1,{\frac {2}{3}},{\frac {3}{4}},{\frac {5}{7}},{\frac {8}{11}},{\frac {13}{18}},{\frac {21}{29}},{\frac {34}{47}},{\frac {55}{76}},{\frac {89}{123}}},\dots \dots [0;1,2,1,1,1,1,1,1,\dots ].}

## 幾何上的意義
在幾何學上，利用勾股定理可以證明長為2、宽为1的長方形，其對角線长度為{\displaystyle {\sqrt {5}}}。將一個正方形切成二等份或將二個正方形併在一起都可以產生上述的長方形。
以上的作法配合{\displaystyle {\sqrt {5}}}及黃金比例{\displaystyle \varphi }之間的代數關係，可以繪製黃金矩形，而一個正五邊形的對角線和邊長的比例也恰為黃金比例，因此也可在已知邊長的條件下，繪製正五邊形。
若一直角三角形的直角邊分別為{\displaystyle {\sqrt {2}}}和{\displaystyle {\sqrt {3}}}，其斜邊長度則為{\displaystyle {\sqrt {5}}}。
一個長寬比例為{\displaystyle 1:{\sqrt {5}}}的長方形稱做「根号5矩形」，是根矩形的一種，屬於動態矩形的一類。動態矩形是一系列的矩形，由一個正方形開始，以前一個矩形的對角線為下一個矩形的長邊，因此長邊依序為{\displaystyle {\sqrt {1}}} (= 1), {\displaystyle {\sqrt {2}}}, {\displaystyle {\sqrt {3}}}, {\displaystyle {\sqrt {4}}} (= 2), {\displaystyle {\sqrt {5}}}...。
根号5矩形之所以特別，是因為可以分割成一個正方形及二個大小相同的黃金矩形（二邊長為{\displaystyle \Phi \times 1}），或是二個大小不同的黃金矩形（二邊長分別為{\displaystyle \Phi \times 1}及{\displaystyle 1\times \varphi }）。也可以變成二個大小相同、有重疊部份的黃金矩形（二邊長為{\displaystyle 1\times \varphi }），其重疊部份恰好形成一個正方形。上述的特性都是因為{\displaystyle {\sqrt {5}}}, {\displaystyle \varphi }及{\displaystyle \Phi }之間的代數關係所產生。

## 和丟番圖逼近的關係
丟番圖逼近中的Hurwitz定理說明每個無理數x可以被無窮多個有理數的最簡分數m/n近似，且滿足以下的不等式
{\displaystyle \left|x-{\frac {m}{n}}\right|<{\frac {1}{{\sqrt {5}}\,n^{2}}}}
此處的{\displaystyle {\sqrt {5}}}是最佳可能的常數，若選擇其他較{\displaystyle {\sqrt {5}}}大的常數，就會存在一些無理數x，只存在有限多個滿足上述不等式的有理數最簡分式。
另一個定理也和上述定理有關，任意三個針對無理數{\displaystyle \alpha }的連續收斂有理數逼近
{\displaystyle {\frac {p_{i}}{q_{i}}}},
{\displaystyle {\frac {p_{i+1}}{q_{i+1}}}},
{\displaystyle {\frac {p_{i+2}}{q_{i+2}}}},
以下的不等式至少會有一個成立：
{\displaystyle \left|\alpha -{p_{i} \over q_{i}}\right|<{1 \over {\sqrt {5}}q_{i}^{2}},\qquad \left|\alpha -{p_{i+1} \over q_{i+1}}\right|<{1 \over {\sqrt {5}}q_{i+1}^{2}},\qquad \left|\alpha -{p_{i+2} \over q_{i+2}}\right|<{1 \over {\sqrt {5}}q_{i+2}^{2}}.}
而分母的{\displaystyle {\sqrt {5}}}也是最佳可能的常數，在逼近黃金比例時，此常數可以使左側的差值任意的逼近右側的數值。即使考慮四個或更多個連續的有理數逼近，也無法找到其他常數，可以使上界數值更小且滿足類似條件。

## 抽象代數中的意義
環 {\displaystyle \mathbb {Z} \left[\,{\sqrt {-5}}\,\right]}中的數均可表示為{\displaystyle a\,+\,b{\sqrt {-5}}}的形式，其中{\displaystyle a}和{\displaystyle b}為整數，而{\displaystyle {\sqrt {-5}}}為虛數{\displaystyle i{\sqrt {5}}}。此環是一個整環，但不是唯一分解整環。例如在此環中，6的質因數分解方式就有二種：
{\displaystyle 6=2\cdot 3=\left(1-{\sqrt {-5}}\right)\left(1+{\sqrt {-5}}\right).\,}
代數數域 {\displaystyle \mathbb {Q} \left[\,{\sqrt {5}}\,\right]}和其他二次域一様，都是有理數的代数扩张，因此依Kronecker–Weber theorem可證明5的主平方根可以表示為單位根的有理線性組合：
{\displaystyle {\sqrt {5}}=e^{\frac {2\pi i}{5}}-e^{\frac {4\pi i}{5}}-e^{\frac {6\pi i}{5}}+e^{\frac {8\pi i}{5}}.\,}

## 拉马努金的恆等式
數學家拉马努金發現的許多連分數恆等式都和{\displaystyle {\sqrt {5}}}有關。
例如以下的羅傑·拉馬努金連分數：
{\displaystyle {\cfrac {1}{1+{\cfrac {e^{-2\pi }}{1+{\cfrac {e^{-4\pi }}{1+{\cfrac {e^{-6\pi }}{1+\ddots }}}}}}}}=\left({\sqrt {\frac {5+{\sqrt {5}}}{2}}}-{\frac {{\sqrt {5}}+1}{2}}\right)e^{\frac {2\pi }{5}}=e^{\frac {2\pi }{5}}\left({\sqrt {\varphi {\sqrt {5}}}}-\varphi \right)}
{\displaystyle {\cfrac {1}{1+{\cfrac {e^{-2\pi {\sqrt {5}}}}{1+{\cfrac {e^{-4\pi {\sqrt {5}}}}{1+{\cfrac {e^{-6\pi {\sqrt {5}}}}{1+\ddots }}}}}}}}=\left({{\sqrt {5}} \over 1+\left[5^{\frac {3}{4}}(\varphi -1)^{\frac {5}{2}}-1\right]^{\frac {1}{5}}}-\varphi \right)e^{\frac {2\pi }{\sqrt {5}}}}
{\displaystyle 4\int _{0}^{\infty }{\frac {xe^{-x{\sqrt {5}}}}{\cosh x}}\,dx={\cfrac {1}{1+{\cfrac {1^{2}}{1+{\cfrac {1^{2}}{1+{\cfrac {2^{2}}{1+{\cfrac {2^{2}}{1+{\cfrac {3^{2}}{1+{\cfrac {3^{2}}{1+\ddots }}}}}}}}}}}}}}.}